# 諏訪忠恕
諏訪 忠恕（すわ ただみち）は、信濃高島藩の第8代藩主。第7代藩主諏訪忠粛の長男。

## 生涯
側室の子として、諏訪にて産まれた。
文化10年（1813年）12月、従五位下伊勢守に叙任された。文化12年（1815年）12月に元老中首座の松平定信の娘を正室とし、翌文化13年（1816年）11月21日、父の隠居により跡を継いた。
文化14年（1817年）12月16日に叙任された。藩政においては藩財政再建を目指して検地や諏訪湖の治水工事を行った。また文政7年（1824年）には桑の苗を下賜し、養蚕業の奨励における産業発展などを行なった。これらの政策はいずれも成功したが、治世中における連年の凶作や江戸藩邸の焼失再建費用により藩財政は悪化し、文政7年（1824年）には高島藩で唯一の百姓一揆とも言える「山留強訴」が起こった。天保7年（1836年）4月28日、藩校長善館の教導で儒者であった勝田鹿谷の献策を採用し、藩内の余剰米を集めて、凶作時のために備蓄する仕組みを作った。同年8月、隣国甲斐国で起こった一揆・打ちこわしの天保騒動鎮圧のために、幕府甲府代官所の依頼を受けて、鎮圧のために甲斐国に出兵した。
天保11年（1840年）5月4日に長男の忠誠に家督を譲り、6日に隠居し、天保14年（1843年）9月4日に「射山」と改名した。
嘉永4年（1851年）5月1日に江戸木挽町の藩邸にて死去した。享年52。

## 系譜
父母
- 諏訪忠粛（父）
- 前島氏（山県氏とも） ー 側室（母）

正室
- 清昌院 ー 陸奥白河藩主・老中松平定信の娘

側室
- 富田氏

子女
- 諏訪忠誠 - 長男。生母は清昌院（正室）
- 諏訪頼図 - 諏訪頼安養子。旗本1千5百石。頼安の室は忠恕の姉妹。
- 諏訪頼叙 - 早世。
- 諏訪頼威 - 旗本諏訪頼永養子。次子の諏訪忠礼は忠誠の婿養子として藩主家を継いだ。
- 渡辺恒正室
- 牧子 - 安房国館山藩主稲葉正巳正室
- 政子 - 武蔵国六浦藩主米倉昌言正室。昌言の娘は諏訪大祝家の諏訪頼固室。
- 諏訪倭子 ー 信濃国飯山藩主本多助実正室
- 下総国高岡藩主井上正和正室
- 諏訪揚子 ー 諏訪神社大祝家一門神人部貞炳（千野貞炳）室